# Persona humana

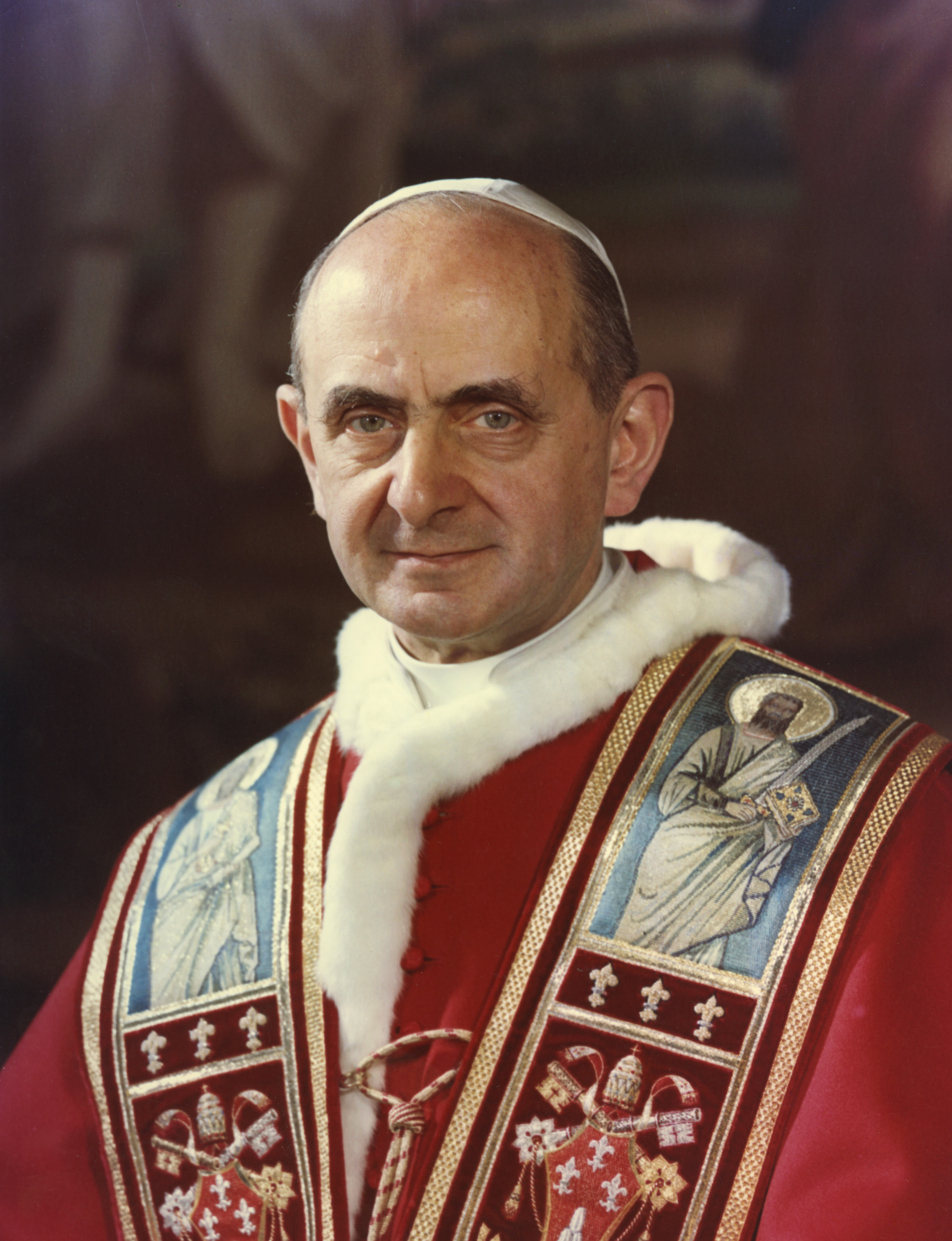
Paus Paulus VI (begin 1969)

Persona humana (Latijn voor de menselijke persoon) is een verklaring die op 29 december 1975 werd uitgegeven door de Congregatie voor de Geloofsleer van de Rooms-Katholieke Kerk met betrekking tot enkele vraagstukken van de seksuele ethiek. De verklaring werd opgesteld door de prefect van deze congregatie, de Joegoslavische kardinaal Franjo Šeper en werd van pauselijke goedkeuring voorzien door paus Paulus VI.

## Achtergrond
Het document moet gezien worden als een reactie op de seksuele revolutie die mede werd mogelijk gemaakt door de introductie en vervolgens ruime verspreiding van de anticonceptiepil. In het document wordt stelling genomen tegen het zedenbederf (...) waarvan de overdreven verheerlijking van het geslachtelijke onder de ernstigste kentekenen moet worden gerekend". Zonder te spreken van een seksusele revolutie, wordt in de inleiding gesteld:
"dat zelfs bij Christenen leerstellingen, zedelijke normen en levenswijzen die tot nu toe trouw gehandhaafd werden in de loop van enkele jaren sterk op de helling zijn gezet en velen zich op het ogenblik afvragen, wat zij bij zoveel verbreide meningen die tegengesteld zijn aan de leer welke zij van de Kerk ontvingen nu nog voor de waarheid moeten houden."
Het document is bedoeld om daarin helderheid te scheppen.

## Vormen van zedenbederf
Het document behandelt vervolgens verschillende vormen van zedenbederf. Met een beroep op het thomistische natuurrecht worden deze alle veroordeeld. Meer in het bijzonder geldt dit seks voor, of buiten, het huwelijk, homoseksualiteit en masturbatie. Deze praktijken werden allemaal als in strijd met de goddelijke orde veroordeeld. Niettemin besteedt het document ook aandacht aan de psychische en sociale factoren waardoor personen zich aan de veroordeelde handelingen kunnen schuldigmaken.

## Reve
Voor het weekblad De Tijd schreef Gerard Reve na verschijning van het document een recensie. Daarin schreef hij dat het opstel al bij het ontstaan versteend leek. Ook vroeg hij zich af of het eigenlijk niet naïef (is) om te verwachten dat een Kerk van nominaal een half miljard over de gehele wereld verspreide mensen, autocratisch gedirigeerd vanuit een latijns mediterraan land dat zedelijk nog in de middeleeuwen staat, zinnige uitspraken doet over problemen van seksuele ethiek. Het document werd door meer critici gezien als anachronistisch en achterhaald. Paulus VI-biograaf David Seeber meende zelfs dat "de wijze waarop deze thema's behandeld en afgedaan werden Paulus VI (...) het meest van de hele Kerk (heeft) vervreemd